# James Spilker

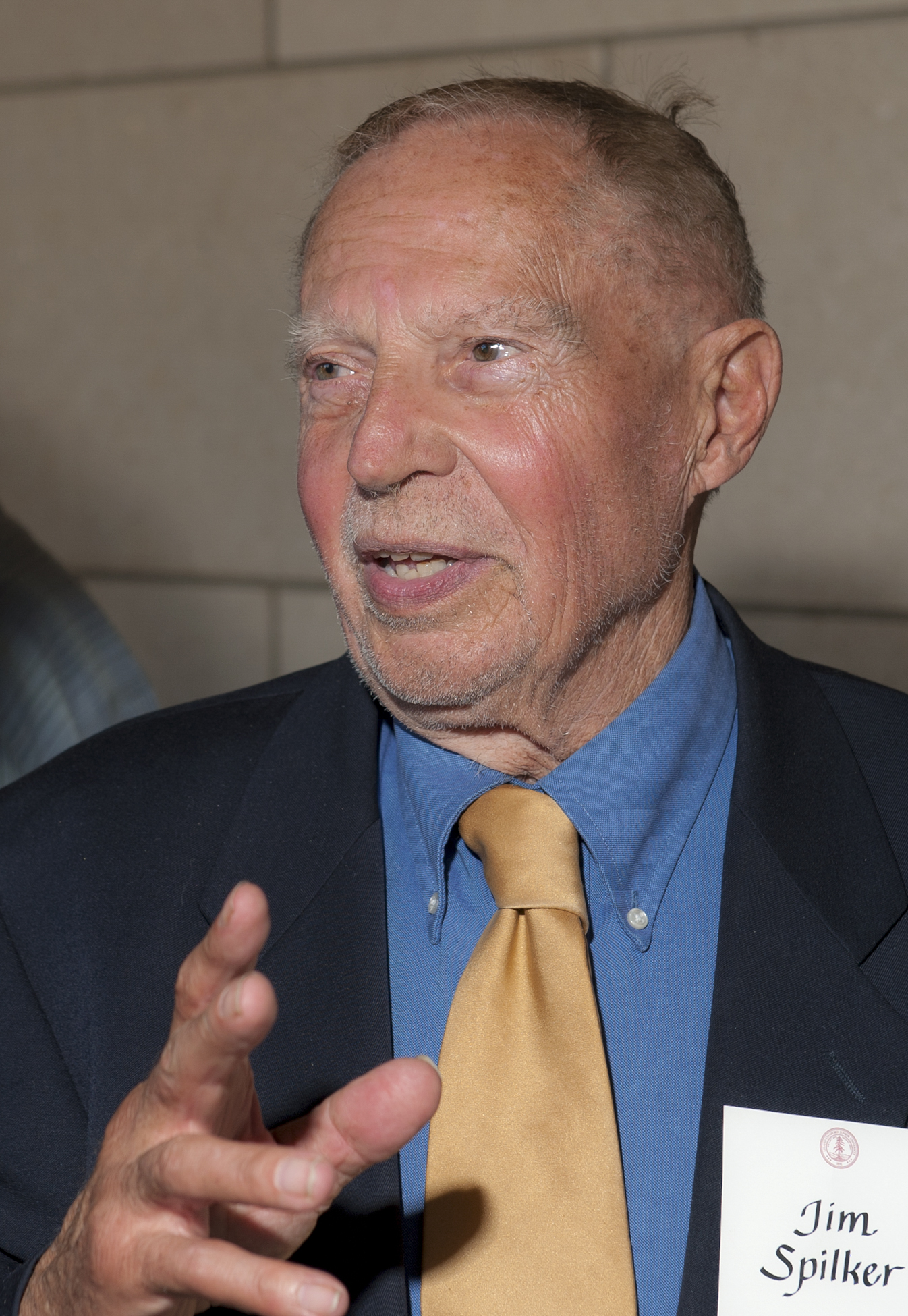
James Spilker

James Julius Spilker Jr. (* 4. August 1933; † 24. September 2019) war ein US-amerikanischer Telekommunikationsingenieur und einer der Entwickler von GPS.
Spilker studierte Elektrotechnik an der Stanford University mit dem Bachelor-Abschluss 1955, dem Master-Abschluss 1956 und der Promotion 1958. Danach war er an den Lockheed Research Labs, wo er sich mit Signalzeit-Technologie für Satellitenortung befasste, später eine wesentliche Voraussetzung für GPS. Außerdem entwickelte er Kommunikationstechnik für die Transportflugzeuge der Berlin-Blockade. Ab 1963 war er bei Ford Aerospace an der Entwicklung des ersten militärischen Satellitenkommunikationssystems beteiligt. Auf Einladung von Bradford W. Parkinson kam er Anfang der 1970er Jahre an die Stanford University und war an der Entwicklung der ursprünglichen GPS Architektur beteiligt und entwarf das zivile Signal von GPS (L1 c/A code). 1973 war er einer der Gründer von Stanford Telecommunications, wo sie GPS auf Codemultiplexverfahren (CDMA) übertrugen, was schließlich als Standard in ziviler Nutzung von GPS übernommen wurde (und von der US Air Force). Das war die erste von drei Silicon Valley Firmen, die er gründete. Er war deren CEO und baute sie bis zum Verkauf 1999 zu einer Firma mit 1300 Beschäftigten aus. Beim Orten (Tracking) der CDMA Signale kam Spilkers 1961 entwickelter Delay-Locked Loop zum Tragen, was auch wesentlich für die Genauigkeit von GPS war. Er entwickelte außerdem die Empfänger für das GPS-System. 1985 erhielt er einen Management-Abschluss der University of California, Los Angeles.
2001 bis 2005 war er Professor an der Stanford University und er war 2005 Mitgründer des Stanford University Center for Position, Navigation and Time. Er war Chefentwickler des zivilen GPS Signals L5 (ab 2011 in Verwendung) mit höherer Genauigkeit und besserem Schutz gegen Störeinflüsse aus dem Weltraum (Weltraumwetter). Er war auch einer der Entwickler der Split Spectrum Mode (mit Binary Offset Carrier, BOC) zur Trennung ziviler und militärischer GPS-Signale und entwickelte Adaptive Vector Tracking (simultane Signalortung von mehreren Satelliten), eine Technik die bei der Erweiterung des GPS-Satellitensystems wichtig ist.
2006 war er Mitgründer und CEO der Firma AOSense, die Trägheitsnavigation mit Atomstrahlinterferometrie entwickelt. Die dritte Firma, die er mit gründete, war Rosum, die Indoor-Ortung mit TV-Signalen und GPS entwickeln.
Er war Herausgeber und einer der Verfasser eines Standardwerks über GPS, das 1996 erschien.
2012 stiftete er mit seiner Frau Anna Marie, einer Immobilienmaklerin und Geschäftsfrau, für 28 Millionen Dollar ein Gebäude der Stanford University (The James and Anna Marie Spilker Engineering and Applied Sciences Building) und eine Professur.
Er war Fellow der IEEE und Mitglied der National Academy of Engineering. 1999 erhielt er den Kepler Award und 2015 die IEEE Edison Medal.
2019 erhielt er mit Bradford W. Parkinson, Hugo Fruehauf und Richard Schwartz den Queen Elizabeth Prize for Engineering für Beiträge zu GPS. Spiker starb 2019 im Alter von 86 Jahren.

## Schriften
- Digital Communications by Satellite, Prentice-Hall, 1977
- Herausgeber mit Branford W. Parkinson: Global Positioning System: Theory and Applications, 2 Bände, American Institute of Aeronautics & Astronautics (AIAA) 1996 (erhielt den AIAA Sommerfield Book Award)